# デイヴィッド・ビンガム
デイヴィッド・ビンガム（David Bingham、1989年10月19日 - ）は、アメリカ合衆国出身の元同国代表サッカー選手。ポートランド・ティンバーズ所属。ポジションはGK。

## クラブ経歴
2011年のMLSスーパードラフトの直後にメジャーリーグサッカー、ジェネレーション・アディダスと契約を結んだ。スーパードラフト後の契約だったため、抽選でサンノゼ・アースクエイクスが獲得した。
2011年7月13日、バック・ショー・スタジアムで開催されたウェスト・ブロムウィッチ・アルビオンFCとのエキシビションマッチで、自身のゴールキックがそのまま決まりゴールを記録した。
サンアントニオ・スコーピオンズとストレンメンIFへのローン移籍を経て、2015年シーズンからレギュラーに定着した。
2017年12月18日、ロサンゼルス・ギャラクシーに移籍。
2022年1月13日、ポートランド・ティンバーズに1年契約で加入した。

## 代表歴
2016年2月5日、カナダ代表との親善試合でアメリカ合衆国代表デビュー。クリーンシートを達成し1-0で勝利した。